# Андреев, Григорий Макарович
Григо́рий Мака́рович Андре́ев (21 октября (2 ноября) 1894; село Архангельское, Воронежская губерния — 24 октября 1987; село Архангельское, Воронежская область) — Герой Советского Союза (1944), старший сержант (1943).

## Биография
Родился 21 октября (2 ноября) 1894 года в селе Архангельское Боршевской волости Коротоякского уезда Воронежской губернии. Окончил 4 класса школы.
Участник Гражданской войны.
Работал бригадиром тракторной бригады в колхозе. В армии с апреля 1942 года.
Участник Великой Отечественной войны: с июля 1942 года – пулемётчик, командир пулемётного расчёта и командир отделения 2-й пулемётной роты 796-го стрелкового полка 141-й стрелковой дивизии. Воевал на Воронежском и Центральном фронтах. Участвовал в Воронежско-Ворошиловградской операции, оборонительных боях на воронежском направлении, Воронежско-Касторненской и Харьковской операциях, Курской битве. 15 августа 1942 года был ранен.
Особо отличился в ходе Черниговско-Припятской операции и битве за Днепр. 11 сентября 1943 года в районе села Дзеркалька (Роменский район Сумской области, Украина) огнём своего пулемёта обеспечил наступление подразделений. Заметив, что дальнейшему продвижению мешает станковый пулемёт противника, умело используя складки местности, подполз к дому и гранатой уничтожил огневую точку. 14 сентября 1943 года у посёлка Дмитровка (Бахмачский район Черниговской области, Украина), скрытно заняв огневую позицию, успешно отразил контратаку противника. В тот же день в бою за железнодорожную станцию Рубанка (в черте посёлке Дмитровка), удачно выбрав огневую позицию, отразил атаку противника.
В боях за расширение захваченного плацдарма на правом берегу Днепра утром 6 октября 1943 года в районе села Страхолесье (Иванковский район Киевской области, Украина) успешно отразил атаку гитлеровцев, кинжальным огнём отрезав пехоту противника от танка. В течение трёх суток, под массированным артиллерийским и миномётным огнём, участвовал в боях на плацдарме, уничтожив 65 солдат и офицеров, а также 2 пулемёта противника.
За мужество и героизм, проявленные в боях, Указом Президиума Верховного Совета СССР от 3 июня 1944 года старшему сержанту Андрееву Григорию Макаровичу присвоено звание Героя Советского Союза с вручением ордена Ленина и медали «Золотая Звезда».
После войны старший сержант Г. М. Андреев демобилизован. Вернулся в родное село. Работал председателем колхоза и заведующим машинно-тракторной станцией.
Жил в селе Архангельское Хохольского района Воронежской области. Умер 24 октября 1987 года. Похоронен в селе Архангельское.

## Награды
- Герой Советского Союза (3.06.1944)
- орден Красного Знамени (28.10.1967)
- орден Отечественной войны 1-й степени (11.03.1985)
- орден Красной Звезды (27.10.1943)
- 2 медали «За боевые заслуги» (8.06.1943; 3.07.1943)
- другие медали

## Память
В селе Архангельское на доме, в котором жил Г. М. Андреев, в 2004 году была установлена мемориальная доска (ныне демонтирована).